# Johann Sigismund Riesch
Johann Sigismund Graf von Riesch (Wenen, 2 augustus 1750 – Neschwitz, 2 november 1821) was een Oostenrijks maarschalk.

## Beginjaren
Von Riesch werd geboren in een Saksische adellijke familie en nam dienst in het leger van het keurvorstendom Saksen. In 1773 ging hij over bij het Oostenrijks leger en voegde zich bij het eerste regiment cavalerie als eerste luitenant. Hij vocht tegen de Pruisen in de Beierse Successieoorlog in 1778-1779. Gedurende de Turkenoorlog (1787-1791) werd hij benoemd tot kolonel bij het 14e regiment kurassiers Nassau-Usingen. Op 18 augustus 1788 vocht hij tegen de Turkse cavalerie bij de Timiş rivier in Banat.
Riesch huwde met Theresia Josephine Koháry in 1792. Zij stierf in 1803. Gedurende de Eerste Coalitieoorlog raakte hij op 16 maart 1793 gewond te Tienen. In juli werd hij bevorderd tot generaal-majoor. In mei 1794 versloeg hij een Franse overmacht van cavalerie te Maubeuge. In de Slag bij Fleurus op 26 juni 1794 leidde hij een brigade van de eerste colonne, bestaande uit twee bataljons van het 32e Oostenrijkse infanterieregiment Samuel Gyulai, drie bataljons van Franse uitwijkelingen in de legioenen Damas, Béon en Mathieu en twee eskadrons cavalerie van het legioen Béon.
In 1796 diende hij in het leger van de Bovenrijn onder Dagobert Sigmund von Wurmser en later graaf Maximiliaan de Baillet-Latour. Riesch leidde onder Karel van Oostenrijk-Teschen een kleine cavaleriedivisie in de Slag bij Würzburg op 3 september 1796.
Hij kreeg het bevel over het 37e regiment dragonders Coburg en het 2e regiment huzaren "Münster". In de Slag bij Neuwied op 5 april 1797 dekte hij met zijn cavalerie de Oostenrijkse aftocht.

## Stockach

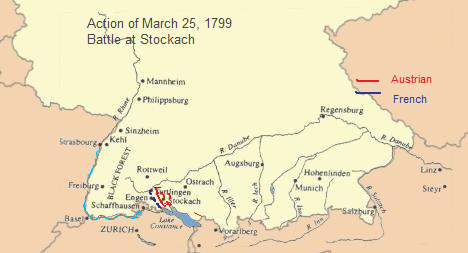
De slag bij Stockach

In de Slag bij Stockach op 25 maart 1799 versloeg hij met een cavaleriecharge de Franse cavaleriereserve onder Jean-Joseph Ange d'Hautpoul. Hij kreeg er het ridderkruis in de Orde van Maria Theresia voor in augustus 1801.
Hij beval opnieuw een cavaleriedivisie onder Olivier, Graaf van Wallis in de Slag bij Zürich op 4 juni.
In de campagne van 1800 in Zuid-Duitsland leidde Riesch een cavaleriedivisie onder Pál Kray in de Slag bij Stockach op 3 mei en in de Slag bij Messkirch twee dagen later. Na een reeks Oostenrijkse nederlagen werd een wapenstilstand van kracht. De keizer verving Pal Kray als opperbevelhebber door de 18-jarige aartshertog Johan van Oostenrijk. Riesch was een specialist van de cavalerie, maar kreeg nu het bevel over een gemengd korps met ook infanterie en artillerie. Toen de wapenstilstand afliep in november raakten de legers snel slaags. Riesch en Maximiliaan de Baillet-Latour vielen de divisies van Michel Ney en Jean Hardy aan in de Slag bij Ampfing op 1 december 1800. De Oostenrijkers wonnen de slag, maar ten koste van 3100 gesneuvelden.

## Hohenlinden

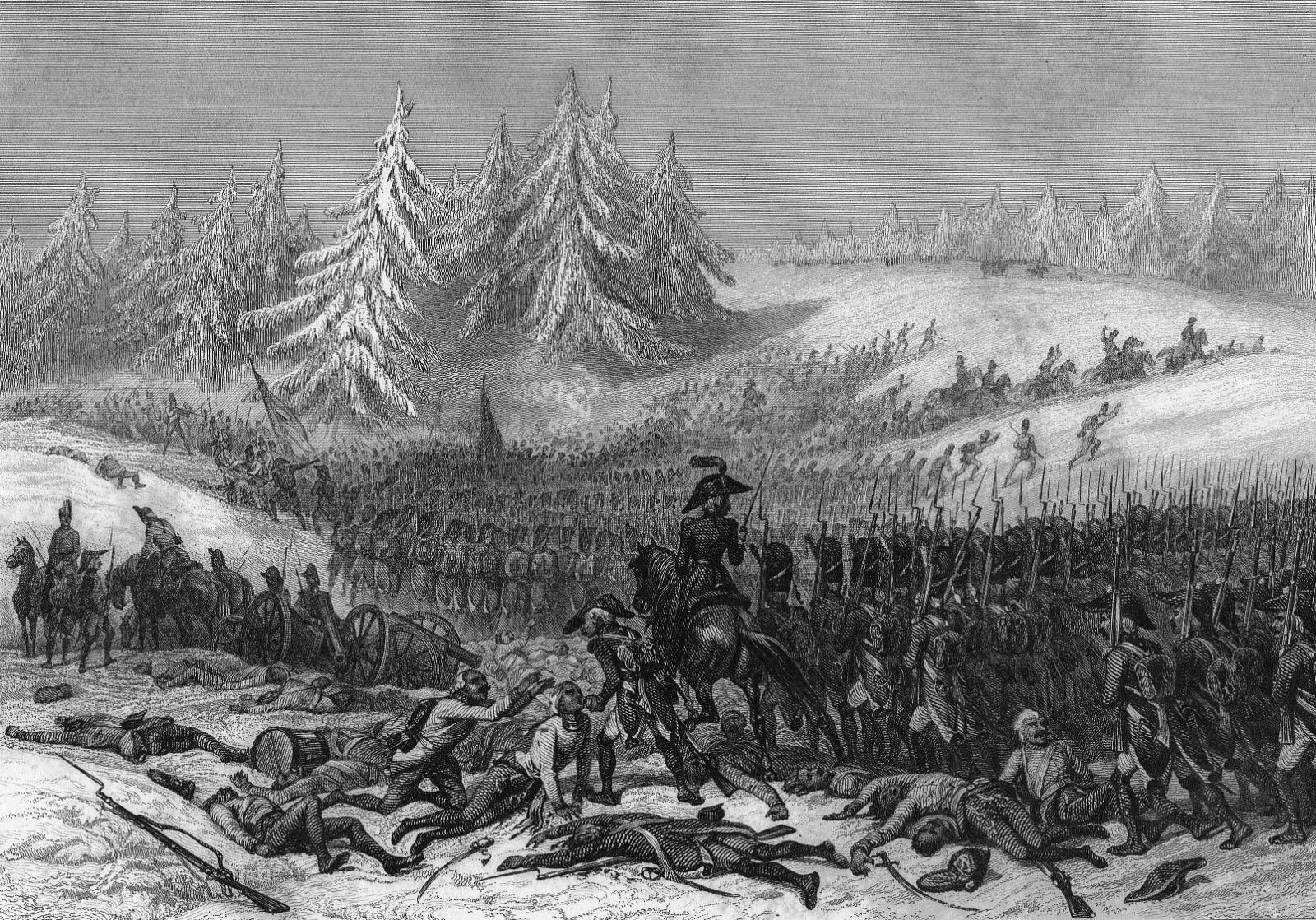
Richepanse kwam te Hohenlinden sneller vooruit in de sneeuw dan Riesch.

Twee dagen later trok Riesch met 13.000 man in de linkse colonne op tegen Jean Victor Marie Moreau in de Slag bij Hohenlinden. De middelste colonne van 22.000 man vorderde snel op de hoofdweg, maar de mannen van Riesch ploeterden door modder en sneeuw op bospaden. De colonne van Antoine Richepanse stak de voorhoede van Riesch voorbij en viel Johann Kollowrat langs achter aan. Riesch verloor wat tijd door zijn colonne op de hoogte van Albaching te concentreren en ze dan op te delen in een reserve en vijf task forces alvorens op te rukken. De mannen van Riesch vochten van man tot man in de besneeuwde bossen. De divisie van Charles Decaen verscheen en belette Riesch om door te breken naar Kollowrat. Ondertussen hadden Richpanse, Ney en Emmanuel de Grouchy Kollowrat omsingeld. Toen Riesch van de nederlaag hoorde, trok hij zich terug. Hij had 900 man verloren en 500 Fransen gevangengenomen. Aartshertog Johan liet de aftocht blazen.
Riesch vocht op 9 december met Franse achtervolgers bij Rosenheim. Hij was met 6000 tegen 10.000 in de minderheid en verloor 600 man terwijl de Fransen maar 110 man verloren. Hij beval de achterhoede bij Schwanenstadt op 18 december. Richepanse chargeerde met zijn cavalerie en de mannen van Riesch konden niet vluchten vanwege de rivier in hun rug. 700 Oostenrijkse ruiters gaven zich over. Aartshertog Karel onthief zijn broer Johan van zijn bevel. Op 25 december 1800 werd een vredesvergdrag afgesloten.
Johan verweet Riesch achteraf dat hij te traag was opgerukt.

## Ulm

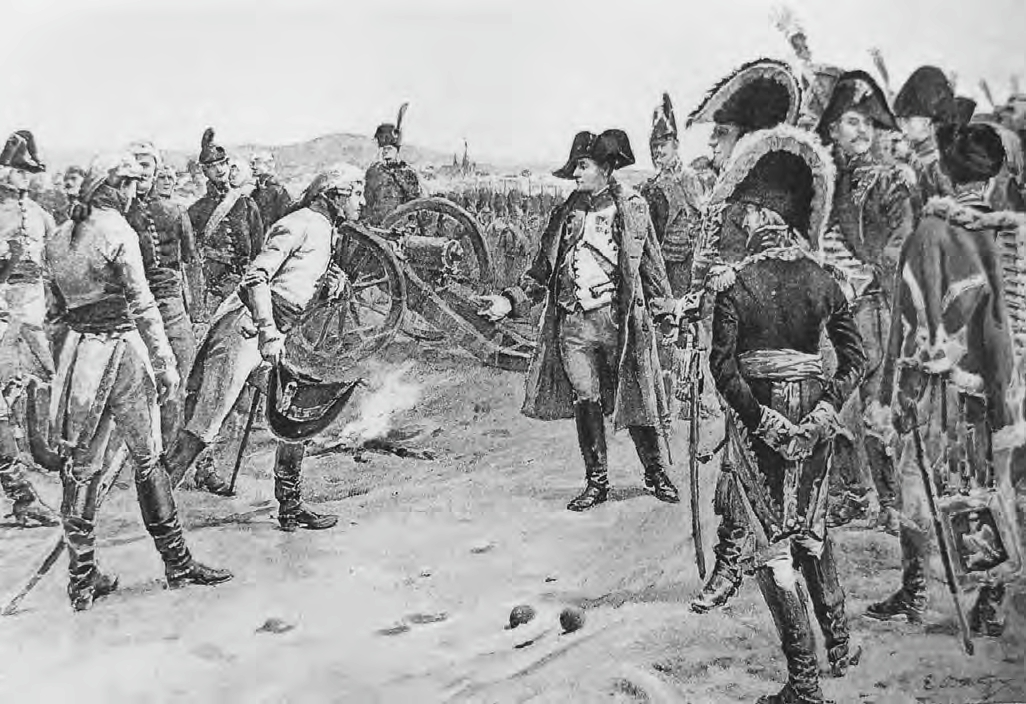
Mack geeft zich over te Ulm

Bij het begin van de Derde Coalitieoorlog kreeg Riesch het bevel over een korps in het leger van aartshertog Ferdinand Karel Jozef van Oostenrijk-Este en Karl Mack von Leiberich in Zuid-Duitsland. In september en oktober 1805 omsingelde Napoleon de Oostenrijkers. Om uit de val te ontkomen stuurde Mack het korps van Franz von Werneck naar het noordoosten van Ulm en beval hij Riesch om diens rechterflank te dekken.
Riesch bezette met 9000 man de dorpen OberElchingen en Unterelchingen op de noordelijke oever van de Donau. Bij de Slag bij Elchingen, op 14 oktober 1805, viel maarschalk Ney Riesch aan en verdreef ham van de hoogte terug naar Ulm. Gedurende de slag beval Riesch twee brigades onder Daniel Mécsery en Johann Laudon met 14 infanteriebataljons, 11 eskadrons cavalerie en 12 stukken artillerie. De hoofdaanval kwam uit het zuiden. De divisie van Louis Henri Loison was een gedeeltelijk verwoeste brug overgestoken en bestormde de abdij van Elchingen. Riesch vocht terug maar blies de aftocht toen een tweede Franse divisie naderde uit het oosten. Een paar dagen later gaf Mack zich over met 27.000 man waaronder Riesch in de Slag bij Ulm.
In 1810 ging hij met pensioen. In 1812 hertrouwde hij met de 21-jarige Amalie Adelheid von Schonberg. Hij stierf in zijn barokkasteel te Neschwitz.
- Gemeinsame Normdatei: 13798569X
- Virtual International Authority File: 86143231